# Маховина на асфалту
Маховина на асфалту је југословенски филм из 1983. године. Режирао га је Јован Ранчић, а сценарио су написали Верослав Ранчић и Јован Ранчић.

## Радња
Дечак - песник, ученик - пешак, живи наизглед у романтичној средини планинског села. Другови су му пас, сиви зец, снег и крошње дрвећа, точак воденице. У том амбијенту настају и његови први стихови. Изненада, све се мења. Потребно је том малом човеку много снаге како би победио неспоразуме са новом средином, са ритмом великог града у који је прешао да живи. Ипак праве вредности се увек искажу, па тако и дечак налази своје место под сунцем. А и родитељи понешто науче од деце...

## Улоге
| Глумац             | Улога                      |
| ------------------ | -------------------------- |
| Драгомир Фелба     | деда Иван                  |
| Драшко Рогановић   | Слободан Лане Станчуловић  |
| Душан Јанићијевић  | чика Раде, ватрогасац      |
| Аленка Ранчић      | тетка Вера                 |
| Надежда Вукићевић  | Јаворка, Слободанова мајка |
| Владан Живковић    | Сима, Слободанов отац      |
| Лидија Плетл       | Слободанова стрина         |
| Мирољуб Лешо       | Радиша, Слободанов стриц   |
| Радош Бајић        | учитељ                     |
| Татјана Бељакова   | учитељица                  |
| Фарук Беголи       | наставник техничког        |
| Мирјана Блашковић  | Аникина мајка              |
| Миња Војводић      | Миломир, Аникин отац       |
| Љубомир Ћипранић   | човек на станици           |
| Богдан Јакуш       | пратилац у возу            |
| Љиљана Јовановић   | Аникина баба               |
| Милош Кандић       | поштар                     |
| Предраг Милинковић | муштерија у перионици      |
| Дејан Ђуровић      | водитељ                    |
| Сава Филиповић     |                            |
| Миле Гавриловић    |                            |
| Борис Миливојевић  | Љуба                       |
| Јелена Муњиц       | Аника                      |
| Бернхар Урлиц      | Рудолф                     |
| Татјана Радојковић | Жана                       |
| Мирко Лазић        |                            |